# ベルンハルト (小惑星)
ベルンハルト (2643 Bernhard) は小惑星帯に位置する小惑星。パロマー天文台のトム・ゲーレルスが発見した。
オランダ女王ユリアナ女王の夫で、天文学を支援したベルンハルト・ファン・リッペ＝ビーステルフェルトに因んで命名された。